# Pablo Uranga
Pablo Uranga Díaz de Arcaya (n. 26 iunie 1861, Vitoria, Comunitatea Autonomă a Țării Basce, Spania – d. 7 noiembrie 1934, San Sebastián, Comunitatea Autonomă a Țării Basce, Spania) a fost un pictor spaniol de ascendență bască; cunoscut mai ales pentru portrete și scene de gen. De asemenea, a fost unul dintre fondatorii Asociación de Artistas Vascos.

## Biografie
S-a născut la Vitoria. Ambii părinți au murit când el era încă copil și s-a mutat frecvent între familiile de plasament. A primit primele lecții de artă la vârsta de șaptesprezece ani la Școala de Arte Frumoase din Álava. A rămas acolo până în 1880, când s-a mutat la Madrid pentru a-și finaliza studiile la Real Academia de Bellas Artes de San Fernando. Pe când se afla acolo, a frecventat Museo del Prado, unde a realizat și vândut copii ale lucrărilor vechilor maeștri.
Ulterior, influențat de prietenul său, sculptorul Paco Durrio, a plecat la Paris unde s-a amestecat cu alți artiști spanioli ai generației sale, precum Ignacio Zuloaga⁠(d) și Santiago Rusiñol, cu care a împărțit un apartament pe Île Saint-Louis⁠(d). A susținut prima sa expoziție în 1897. În timpul șederii sale, opera sa a început să afișeze din ce în ce mai mult elemente ale impresionismului, deși acestea au continuat să se bazeze pe stilurile clasice spaniole.
La întoarcerea în Spania, a petrecut ceva timp la Segovia, unde a împărțit garsoniera cu Zuloaga, în atelierul unchiului său, ceramistul Daniel Zuloaga. În cele din urmă, s-a căsătorit și s-a stabilit în Elgeta Gipuzkoa. Mai târziu, el și Zuloaga au colaborat la picturi murale la cazinoul din Bermeo⁠(d) (distrus de o inundație în 1983).
Din 1924 până în 1925, a vizitat Statele Unite și Cuba, unde a susținut mai multe spectacole. În ultimii săi ani, s-a concentrat pe portrete, inclusiv pe unul postum al lui Karl Marx, la cea de-a cincizecea aniversare de la moartea sa. Uranga a murit la San Sebastián, la vârsta de 73 de ani.